# Otto Baum (militair)
Otto Baum, (Stetten bei Hechingen, 15 november 1911 – Hechtingen, 18 juni 1998) was een SS-Oberführer in de Waffen-SS tijdens de Tweede Wereldoorlog. Hij werd onderscheiden met het Ridderkruis van het IJzeren Kruis met Eikenloof en Zwaarden als erkenning voor zijn grote dapperheid en/of succesvolle militaire leiderschap.

## Leven

### Begin van militaire loopbaan
Baum werd geboren als zoon van een koopman. Van 1930 tot 1932 studeerde hij 2 semesters agricultuur aan de Universiteit van Hohenheim. In het begin van zijn militaire loopbaan koos hij voor deeltijds leger, maar in december van 1934 koos hij om verder te gaan als fulltime SS-lid en kreeg het nr. 237 056. In maart 1938 werd het nieuwe SS-Standarte 3  opgericht en Baum kreeg zijn overplaatsing. Op 1 mei 1938 werd de eenheid hernoemd naar SS-Regiment "Der Führer". Hij deed er dienst als chauffeur. Baum ging daarna naar Ersatz bataljon van Infanterie Regiment 56 van 24 september tot 24 december 1938. Daar diende hij als chauffeur voor 2. Sturm en later bij 4. Sturm. Baum wist zijn oversten te imponeren, zo hard zelfs dat zijn overste zich tot Himmler wendde om Baum een commissie te geven. Hierdoor ging hij terug naar "Der Führer" met de belofte om een bataljon te leiden. De regimentscommandant van "Der Füher", Georg Keppler, was ook van mening dat Baum leiderscapaciteiten had en gaf hem het commando over het 10. Sturm op 15 november 1938. Baum bleef bevelhebber van 10. Sturm tot zijn overplaatsing in juni 1939 naar Leibstandarte SS "Adolf Hitler".

### Leibstandarte SS "Adolf Hitler"
Baum kwam bij Leibstandarte SS "Adolf Hitler" op 1 juni 1939 en werd toegewezen als commandant van 7. Sturm in het II Sturmbann, dat geleid werd door Carl von Oberkamp die dezelfde maand aangesteld werd. Twee maand later startte de Tweede Wereldoorlog en zo ook zijn eerste campagne.
De Leibstandarte SS "Adolf Hitler" was betrokken bij het veroveren van Gola en gebieden rond de Wisła. In de laatste weken van de campagne vocht Baum's compagnie tegen de vestingen in de gebieden rond Modlin. Het was voor deze gevechten dat Baum op 25 september 1939, het Eisen Kreuz 2 kl. kreeg van Sepp Dietrich. Baum en zijn troepen werden op 28 september afgelost en trokken daarna naar Praag om daar samen met de rest van het regiment het protectoraat van Bohemen/Moravië te beschermen. Op 9 september 1939 werd Baum tot SS-Hauptsturmführer bevorderd.
In mei 1940 namen Baum en zijn troepen deel aan de verovering van Rotterdam en Den Haag. Hierna kreeg Baum het bevel om naar Duinkerken te gaan om de terugtrekkende Britse troepen te achtervolgen. Nadat hij de Marne overgestoken had, kreeg hij op 15 juni het IJzeren Kruis 1939, 1e Klasse en op 3 oktober de Storminsigne van de Infanterie.
De 11. bataljon commandant SS-Sturmbannführer Wilhelm Mohnke schreef in een evaluatie:
Een eerste klasse compagniecommandant van wie zijn kunnen tot uiting kwam tijdens de campagnes in Polen en  in het Westen, waar zijn methodieke leiderschap, in welke situatie dan ook, een voorbeeld was voor zijn troepen. Hij bewees dat zijn kunnen boven alle verwachtingen uitstak.
Er werd ook kort vermeld dat Baum voor elke aanval een korte training hield met zijn troepen, hierdoor werden zijn prestaties nog harder opgemerkt. Dit resulteerde naar een transfer naar een hoger commando.

### Totenkopf
Op 21 juni 1941 werd Baum tot SS-Sturmbannführer bevorderd en transfereerde hij naar het Totenkopf regiment als commandant van  III./3. SS Totenkopf Infanterie Regiment. Hij nam daar deel aan Operatie Barbarossa en ondervond hevige tegenstand in Letland tijdens de opmars naar Demjansk. Baum was hierdoor een van de eerste van het Totenkopf regiment dat het Duits Kruis in goud kreeg op 26 december 1941. Samen met de onderscheiding mocht hij uitzonderlijk naar huis gaan.
Hij keerde terug naar zijn eenheid aan het front aan de zak van Demjansk. Daar had hij naar eigen zeggen 2 van de meest moeilijke gevechtsperiodes van zijn dienst. Voor zijn moed en kunnen werd Baum aanbevolen voor het Ritterkreuz des Eisernen Kreuzes door de commandant van "Totenkopf" SS-Obergruppenführer Theodor Eicke.
Eicke schreef in zijn verslag: 
SS-Sturmbannführer Baum verdedigde zijn sector nabij Salutschje en heeft actief deelgenomen aan de gevechten tegen de aanvallen van het superieure Sovjet-leger van 23 februari 1942. Op 7 februari 1942 om 00u20 vielen de Russen de versterkte posities van Baum aan met zware artillerie en mortieren nadat ze de eenheid van Baum hadden ingesloten langs de verbindingslinie van de dorpen Schumilkoino (Russisch: Шумилкино) en Salutschje (Russisch:Залучье). De Russische infanterie werden ondersteund door tanken. Volgende vijandelijke eenheden namen deel.
- 20e Regiment van de Sovjet 7e Bewakingsdivisie
- NCO klasse en peloton leidersklasse van de 7e Bewakingsdivisie
- 42e Sovjet Brigade

Door hevige verliezen van het verzwakte bataljon waren de Russen in staat, na een intense nachtgevecht, om de noordelijke sector van Schumilkoino  en het zuidelijke gebied van Salutschje binnen te dringen. Als antwoord verzamelde Baum een deel van zijn troepen als versterking. Op eigen initiatief en op risico van eigen leven vergezelde hij de troepen in een tegenaanval, die de vijandelijke troepen versloegen.
Om 06u30 van de zelfde dag werd de gevechtslinie veilig gesteld. De Russen konden niet op tegen het hevige verdedigingsvuur. Na afloop telde Baum's eenheid 300 dode Russen die voor hun positie lagen. Het behouden van de positie was van uitermate belangrijk omdat een doorbraak van de Russen onze posities in het Noorden en het Oosten in gevaar konden brengen. Bijkomend had het de russen de kans gegeven om controle te nemen over de snelweg tussen Boulkino en Schubina. De controle over de snelweg zou de vijand de mogelijkheid gegeven hebben om hun troepen in het Noordelijke, Westelijke en Zuidelijke fronten in Bicke te kunnen bevoorraden. Ik vraag dat SS-Standartenführer Baum de onderscheiding ontvangt van Ridderkruis van het IJzeren Kruis als erkenning van zijn moed en doorslaggevende successen in zijn acties.

In 1943, nadat hij herstelde van ernstige verwondingen, werd hij benoemd tot regimentscommandant en uiteindelijk tot SS-Oberführer bevorderd. In juli 1944 nam hij het commando over het 2. SS-Panzer-Division Das Reich en vocht mee in de Zak van Falaise.

## Lidmaatschapsnummers
- NSDAP-nr.: 237 056[2][3] (lid geworden juni 1939[1])

## Bevorderingen
- SS-Anwärter: 1 november 1933[4]
- SS-Mann: 14 september 1934[1][4]
- SS-Rottenführer: 1 juni 1936
- SS-Unterscharführer: 1 juli 1935
- SS-Standartenjunker: 9 november 1935
- SS-Standartenoberjunker: 25 december 1936 - 25 februari 1936[1]
- SS-Untersturmführer: 20 april 1936[1]
- SS-Obersturmführer: 12 september 1937[1]
- SS-Hauptsturmführer: 9 november 1939[1]
- SS-Sturmbannführer: 21 juni 1941[2]
- SS-Obersturmbannführer: 9 november 1942[1][5]
- SS-Standartenführer: 30 januari 1944[1]
- SS-Oberführer: 17 september 1944[1]

## Militaire loopbaan
- 13. SS-Standarte: 1 november 1933
- SS-Standarte "Germania": 6 maart 1934
- SS-Junkerschule Braunschweig: 24 april 1935
- Opleiding chauffeur in Dachau: 10 februari 1936
- II. / SS-Standarte "Germania": 1 april 1936
- Chauffeur II. / SS-Standarte "Germania": 20 april 1936 - 1 mei 1938
- Heeressportschule Wünsdorf: 5 mei 1937 - 17 juni 1937
- Chauffeur III. Sturmbann / SS-Standarte "Der Führer": 1 mei 1938 - 15 november 1938
- V.A.K. Stuttgart: 24 september 1938 - 22 december 1938
- Commando over 10. Sturm, SS-Standarte "Der Führer": 15 november 1938
- Commando over 7. Sturm, II. Sturmbann, Leibstandarte-SS "Adolf Hitler": 1 juni 1939
- SS-Totenkopf-Division: 3 maart 1941
- SS-Totenkopf-infanterie-Regiment 3: 21 juni 1941 - 12 maart 1944
- SS-Führer SS-Hauptamt: 13 maart 1944
- 17. SS-Panzergrenadier-Division Götz von Berlichingen: 20 juni 1944
- Commandant 16. SS-Panzergrenadier-Division Reichsführer SS: 1 november 1944

## Onderscheidingen[6]
Selectie:
- Ridderkruis van het IJzeren Kruis[5] op 8 mei 1942 als SS-Sturmbannführer en Kommandeur, III. Bataillon, SS-Totenkopf-Infanterie-Regiment 3, SS-Division "Totenkopf"[1]
- Ridderkruis van het IJzeren Kruis met Eikenloof (nr.277) op 1 oktober 1943 als SS-Obersturmbannführer en Kommandeur, SS-Panzergrenadier-Regiment 5 “Totenkopf”, SS-Panzergrenadier-Division "Totenkopf"[1]
- Ridderkruis van het IJzeren Kruis met Eikenloof en Zwaarden (nr.95) op 2 september 1944 als SS-Standartenführer en Führer,17. SS-Panzergrenadier-Division Götz von Berlichingen 
 Kommandeur, 2. SS-Panzer-Division Das Reich[1]
- IJzeren Kruis 1939, 1e Klasse[5] (15 juni 1940[1]) en 2e Klasse[2] (25 september 1939[1])
- Storminsigne van de Infanterie in brons op 3 oktober 1940[1]
- Duits Kruis[5] in goud op 26 december 1941 als SS-Sturmbannführer en Kommandeur, III. Bataillon, SS-Totenkopf-Infanterie-Regiment 3, SS-Division "Totenkopf"[1]
- Gewondeninsigne 1939 in zilver op 21 augustus 1943[1]
- Demjanskschild op 31 december 1943[1]
- Hij werd eenmaal genoemd in het Wehrmachtsbericht. Dat gebeurde op: 29 juli 1944[1][7]